# Antonio Motos
Antonio Motos Martínez (Borja, 16 de enero de 1863-Zaragoza, 1 de abril de 1923) fue un político y periodista español.

## Biografía
En 1877 fue redactor del Diario de Avisos, del que sería director en 1882. Abandonó el cargo para irse a Filipinas, como secretario de su cuñado, Juan Mompeón Goser, gobernador de la provincia de La Laguna. Cuando volvió a Zaragoza fue nombrado director del Heraldo de Aragón, que compró en 1896 y en el que inició una tarea de modernización de la maquinaria. Será director hasta 1900, reservándose desde entonces la propiedad. Se dedicó a la política y fue diputado provincial por Caspe. Posteriormente fue elegido diputado al Congreso por el distrito electoral de Balaguer en las elecciones generales de 1901 y senador por la provincia de Zaragoza en los períodos de 1910-1911 y 1914-1915. Falleció el 1 de abril de 1923 en Zaragoza.